# Aeródromo Municipal de Vitacura
El Aeródromo Municipal de Vitacura (OACI: SCLC), se ubica al oriente de la ciudad de Santiago, en la ribera norte del río Mapocho. Este aeródromo es de carácter público. En dicho aeródromo funciona el Club de Planeadores de Vitacura.

## Historia
El Aeródromo, data de la década de 1950, fecha en la cual el Club de Planeadores decide utilizarlo como base de operaciones.
Desde la década de 1960 se agrega también el Club de Planeadores de la Fach a quienes operan desde la pista.
Notable fue la inundación de 1982, que afectó completamente las instalaciones, las cuales actualmente ahora cuentan con defensas fluviales. 
En la primera década de 2000, se realiza una expropiación en parte de los terrenos, con el fin de intervenir para la construcción de la autopista urbana Costanera Norte, junto a la ribera del río Mapocho.